# Cotehele

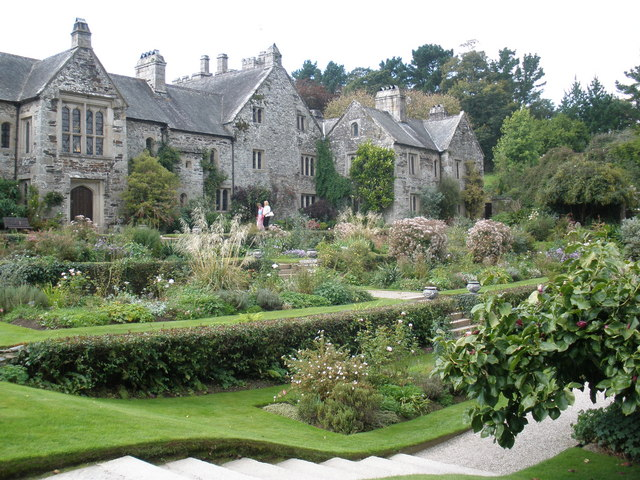
Cotehele et sa terrasse-jardin à l'italienne

Cotehele ( cornique : Kosheyl) est une maison médiévale avec des ajouts Tudor, située dans la paroisse de Calstock à l'est des Cornouailles, en Angleterre, et appartenant maintenant au National Trust. Il s'agit d'un manoir en granit et en ardoise situé sur les rives de la rivière Tamar qui a peu changé au cours de cinq siècles. Il est construit par la famille Edgecumbe en 1458 après la démolition du manoir d'origine. Richard Edgecumbe combat pour Henry Tudor lors de la bataille de Bosworth. Il reçoit de l'argent ainsi que le manoir et le domaine d'origine, puis commence à construire Cotehele.

## Histoire
La maison est acquise par William Edgcumbe grâce à son mariage avec Hilaria, héritière de Cotehele. La maison est l'une des maisons Tudor les moins modifiées du Royaume-Uni. Les dépendances comprennent un pigeonnier en pierre dans un état de conservation remarquable.
Pendant des siècles, résidence secondaire de la famille Edgcumbe, accueillant une visite royale du roi George III en 1788 c'est la première propriété à être acceptée par le Trésor en paiement des droits de succession. La maison et le domaine sont désormais sous la garde du National Trust. Il comprend le placard Cotehele, et l'horloge Cotehele. La maison contient de nombreuses tapisseries provenant, ainsi qu'une grande partie du mobilier, de Mount Edgcumbe House.

## Le site
La maison est un bâtiment classé Grade I, depuis le 21 juillet 1951. La maison est probablement fondée vers 1300 et diverses modifications sont apportées au début du XVe siècle. Richard Edgcumbe semble avoir été impliqué dans la première phase de développement de 1486 à 1489, son fils Piers Edgcumbe prenant le relais pour la deuxième phase, de 1489 à 1520.
Le terrain s'étend jusqu'à un quai sur la rivière Tamar où se trouve un avant-poste du Musée maritime national. Il y a un certain nombre de jardins à la française et une zone richement plantée dans la vallée, avec un pigeonnier médiéval, un étang, un pavillon d'été victorien et la Prospect Tower du XVIIIe siècle. Les jardins et les parcs sont classés Grade II* sur le Registre des parcs et jardins d'intérêt historique spécial en Angleterre. Le côté sud-ouest du domaine est bordé par le ruisseau Morden qui rejoint le Tamar au niveau du quai. Le moulin du domaine est alimenté par ce ruisseau et est classé Grade II.
En 2008, un « Verger Mère » de plus de 250 pommiers, principalement de variétés de l'Ouest, est planté.

## Les chapelles de Cotehele

### Chapelle de la maison Cotehele
A Cotehele, du côté ouest de Hall Court se trouvent le presbytère et la chapelle, la chapelle est reliée au bâtiment principal par un petit passage menant à la salle à manger. Les saintes patronnes sont Sainte Catherine et Sainte Anne. La chapelle fait partie des pièces les plus anciennes de la maison, aux côtés de la Grande Salle. Dans la chapelle se trouve une horloge très rare et originale, toujours en état de marche aujourd'hui, elle date de la période Tudor.

### Chapelle boisée de Cotehele
Dans le parc de Cotehele, directement à l'est de la maison, près de la rivière Tamar, se trouve une chapelle simple, avec à l'intérieur, des bancs qui font le tour des murs, deux bancs de ministre et une table très ornée. les saints patrons de la chapelle sont saint Georges et saint Thomas Becket. La chapelle est construite par Richard Edgcumbe (mort en 1489) entre 1485 et 1489 en guise de remerciement pour avoir échappé aux forces fidèles à Richard III en 1483.

### La chapelle d'Edgcumbe
La chapelle Edgcumbe est située à l'est du bas-côté nord de l'église St. Andrew de Calstock. Elle contient deux monuments de la fin du XVIIe siècle : à Piers Edgcumbe (1666) et à Jemima, comtesse de Sandwich (1674). Ce n'est plus une chapelle, mais est utilisée par les prêtres pour entreposer des objets religieux.